# 越南铁路D19E型柴油机车
D19E型“革新”柴油机车是越南铁路的电力传动米轨柴油机车车型之一，也是越南铁路拥有数量最多的柴油机车。越南铁路总公司现拥有80台D19E型柴油机车，分别配属于河内机务段、西贡机务段、岘港机务段、安员机务段，主要投入到河内至胡志明市的南北铁路、以及河内至海防的河海铁路运用。

## 发展历史
2001年，为了满足越南铁路日益增长的运输需求，越南铁路联合体决定采购新型米轨柴油机车并为此展开国际招标。同年6月，中国南车集团资阳机车有限公司在招标采购中，获得了10台米轨柴油机车的订单，合同总值为736万美元，之后仅用六个多月时间就完成了机车研制工作。该型机车的设计型号为CKD7F型柴油机车，在越南铁路系统内根据其型号编制而定型为D19E型柴油机车（“D”代表柴油机车，“19”代表柴油机标定功率为1900马力，“E”代表电力传动），这款机车在越南亦被称为“革新”型柴油机车（名称取自“革新开放”政策）。机车的动力装置采用卡特彼勒3512B型电喷式柴油机，传动装置采用JF221型三相交流同步主副发电机和ZQDR-310型直流牵引电动机。
首批10台机车（901～910）于2001年11月在四川资阳完成制造，同月底临时装用准轨转向架运送到昆明机车厂，并在昆明机车厂进行换装米轨转向架。2001年12月中旬至2002年1月上旬，该型机车在昆明机车厂厂线、昆河铁路、昆小支线完成了规定的各项试验，其后分批运送至中越边境的昆河铁路山腰站。2002年1月15日，10台机车经河口口岸出境及到达越南境内的老街站，并由越南铁路方面的技术人员对机车进行验收；同年1月20日，柴油机车交接仪式在老街车站举行。由于这是越南革新开放后首次批量进口大型铁路设备，因此越南政府方面对此次交接仪式十分重视，越南老街省省长裴光荣以及越南科学工业部、交通运输部、财政部、商贸部的代表出席了交接仪式。

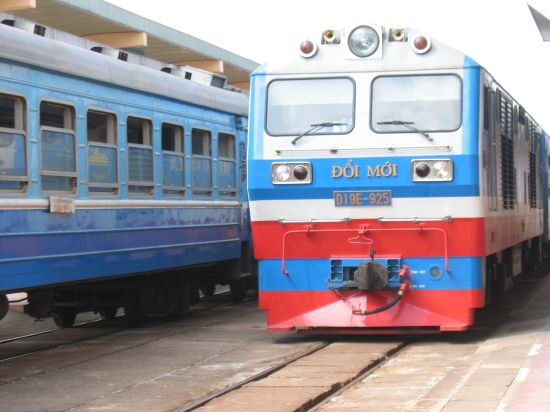
D19E-925号机车（第三批次）

D19E型柴油机车投入运用初期首先配属于河内机务段，担当南北铁路的旅客列车和货物列车牵引任务。2002年5月，越南铁路在南北铁路进行了国内首次提速试验，D19E型柴油机车表现出良好的牵引性能和曲线通过性能，河内至胡志明市的单程旅行时间从32小时缩短到30小时。同年，越南铁路联合体再次展开第二轮招标，采购第二批10台米轨柴油机车，这笔订单同样由南车资阳机车公司夺得，并于同年12月将第二批机车（911～920）交付越南铁路。2003年，由于越南铁路对该型机车的表现颇为满意，越南铁路决定直接从南车资阳机车公司采购第三批20台机车，合同总值为1440万美元，这批机车（921～940）于2004年8月完成交付。
2005年，有鉴于前期40台机车在越南铁路的良好表现，越南铁路总公司启动了“CKD7F机车国内组装、制造机车”项目。2006年5月19日，越南铁路总公司与南车资阳机车公司在河内签订《资阳机车有限公司向越南出口20台CKD7F型内燃机车整机及技术出口合同》，资阳机车公司向越南出口1台CKD7F型米轨柴油机车、4台机车的分体总成、以及15套用于组装15台机车的部件和配件，并向越南的嘉林铁路车辆公司输出机车组装技术。2007年2月，首5台合作生产的D19E型柴油机车在嘉林铁路车辆公司落成。这批在越南组装的D19E型柴油机车（941～960），其车体涂装和车体外形与前三批由中国制造的机车有明显分别。2011年至2012年间，嘉林铁路车辆公司又生产了第五批20台D19E型柴油机车（961～980）。

## 技术特点

### 总体布置

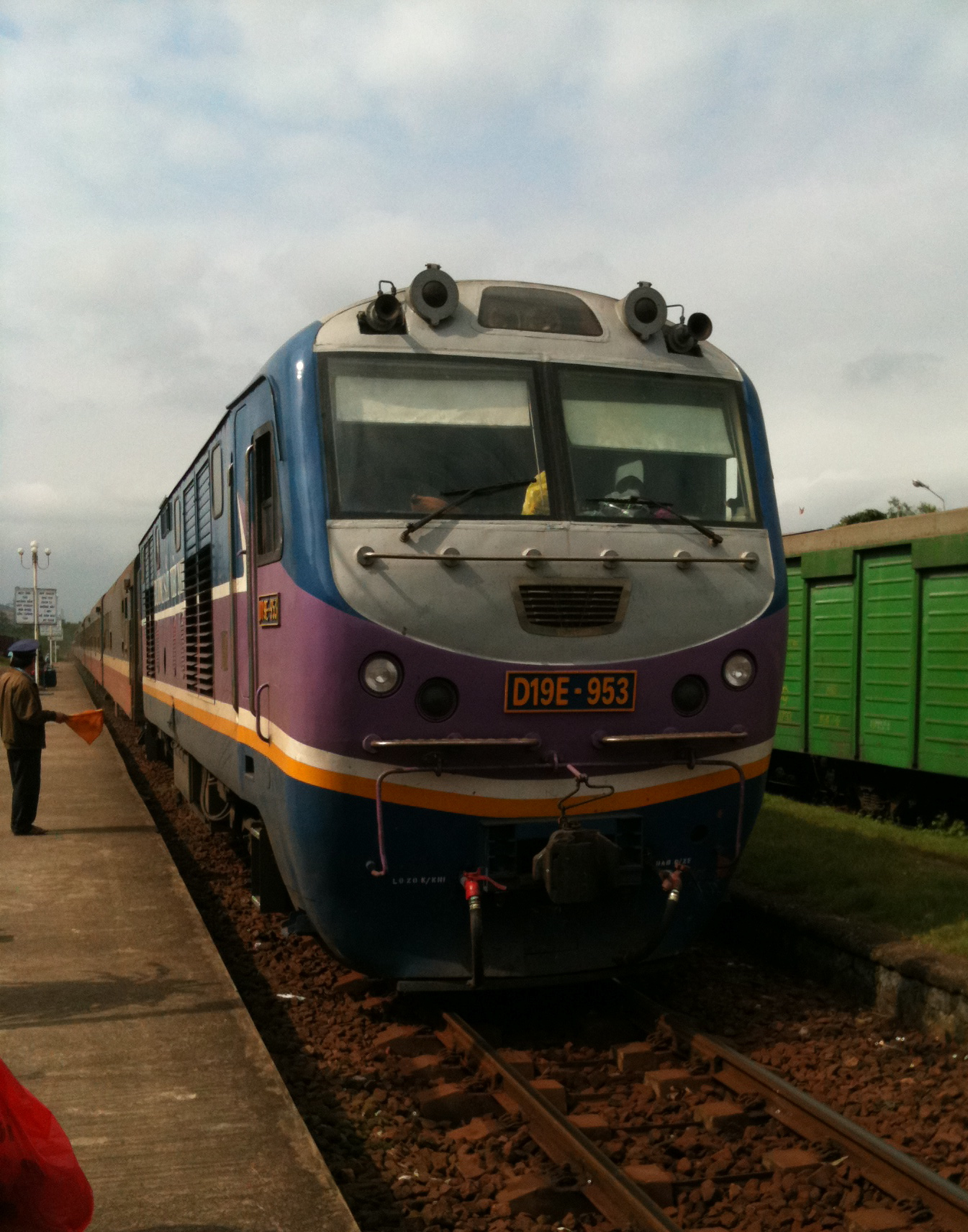
D19E-953号机车（第四批次）

D19E型柴油机车的干线客货运两用的电力传动米轨柴油机车，采用内走廊布置的桁架式侧墙承载结构车体，机车从前到后分别为第一司机室、电气室、动力室、冷却室、第二司机室。两端司机室具有同样操纵功能，内设有司机操纵台、信息控制设备和空调装置等。电气室内设有微机控制装置、主硅整流柜、电阻制动控制柜、信号设备安装柜，并安装了辅助传动机构的启动变速箱。动力室安装了一套柴油发电机组，以及空气滤清器、燃油输送泵、燃油滤清器、机油热交换器、膨胀水箱、车体通风机等辅助设备。冷却室下部设有牵引电动机通风机、两组空气压缩机、静液压系统油箱和热交换器，上部设有V型涡流铜散热器和静液压马达驱动的冷却风扇。机车下部设有两台三轴转向架，燃油箱及蓄电池组吊挂在主车架中部下方。

### 柴油机
D19E型柴油机车装用一台美国卡特彼勒公司的3512B型柴油机，这是一款四冲程、12气缸、电喷式的V型高速柴油机，气缸内径为170毫米，活塞冲程为190毫米；在UIC标定条件下，标定转速为每分钟1800转时的额定功率为1,950马力（1,455千瓦）；柴油机装车功率为1,800马力（1,340千瓦）。

### 传动系统
主传动系统使用交—直流电传动装置，柴油机通过弹性联轴节直接驱动一台JF221型同步主副发电机组，牵引主发电机发出的三相交流电经ZGG02型整流器整流为直流电后，向六台并联连接的ZQDR-310型直流牵引电动机供电。ZGG02型整流器采用双三相桥式整流电路，每一整流桥臂只有一个大功率整流二极管，两组整流桥可分别对两台转向架供电。ZQDR-310直流牵引电动机是一种强迫通风的四极串励牵引电动机，额定功率为310千瓦，额定电压为500伏特，额定电流为680安培。
D19E型柴油机车还具有列车供电功能，可以向旅客列车供应220/380伏特三相四线制工频交流电。列车供电用之副发电机与牵引主发电机在同一壳体内同轴安装，主发电机的额定容量为1400千伏安，而副发电机的额定容量为295千伏安。当机车使用列车供电功能时，为了使供电电压和频率保持稳定，通过微机控制系统使柴油机恒定在每分钟1500转的转速下工作，最大供电功率为250千瓦。当机车无需向列车供电时 , 通过微机控制系统使柴油机在每分钟600～1800转的转速范围工作 , 以充分利用柴油机的功率。机车所使用的微机控制系统由武汉正远电器公司研制，具有柴油机调速控制、柴油机恒功率控制、电阻制动控制、辅助发电机励磁控制、防空转防滑行保护等功能。

### 转向架
机车走行部为两台可互换的轻量化三轴转向架。转向架构架是由钢板焊接而成的箱型结构，轴箱采用无导框的轴箱拉杆定位结构。一系悬挂为轴箱两侧的双圈螺旋弹簧配橡胶减震垫，轴箱和构架之间装有一系垂向油压减震器；二系悬挂为转向架构架上的四点支承式橡胶堆旁承，车体和构架之间装有二系垂向油压减震器；牵引力和制动力通过低位四连杆机构牵引装置传递。基础制动装置采用单侧踏面制动，每个转向架均装有六个独立的单元制动器。牵引电动机采用轴悬式驱动方式，输出的扭矩通过一级减速齿轮传递给轮对。

## 重大事故
- 2013年7月11日约下午5时15分，D19E-909号机车牵引由河内开往海防的LP5次旅客列车，当列车运行至接近河海铁路前中站时，与一辆穿越平交道口的集装箱半挂车相撞，导致机车和机后三节车厢脱轨颠覆，被列车撞开的集装箱半挂车横卧线路两侧，事故造成铁路机车乘务员受轻伤，幸未造成人员死亡[9]。

## 参看
- 越南铁路运输
- 越南铁路D19Er型柴油机车
- 越南铁路D20E型柴油机车